# Koen Verweij
Koen Verweij, född den 26 augusti 1990 i Alkmaar, Nederländerna, är en nederländsk skridskoåkare.
Han tog OS-silver på herrarnas 1 500 meter i samband med de olympiska skridskotävlingarna 2014 i Sotji.
Vid de olympiska skridskotävlingarna 2018 i Pyeongchang tog Verweij en bronsmedalj i lagtempo.